# Sacco i Vanzetti (film)
Sacco i Vanzetti (wł. Sacco e Vanzetti) – włoski dramat sądowy z 1971 roku w reżyserii Giuliano Montaldo.

## Fabuła
Film opisuje aresztowanie i przebieg procesu dwóch anarchistów Nicoli Sacco i Bartolomeo Vanzettiego, którzy zostali oskarżeni o napad rabunkowy i zamordowanie konwojentów przewożących wypłaty dla robotników.

## Muzyka
Muzykę skomponował Ennio Morricone. Utwory The Ballad of Sacco and Vanzetti oraz Here's to You zaśpiewała Joan Baez.

## Obsada
- Gian Maria Volonté – Bartolomeo Vanzetti
- Riccardo Cucciolla – Nicola Sacco
- Cyril Cusack – Frederick Katzmann
- Rosanna Fratello – Rosa Sacco
- Geoffrey Keen – sędzia Webster Thayer
- Milo O’Shea – Fred Moore
- William Prince – William Thompson
- Armenia Balducci – Virginia

## Produkcja
Zdjęcia kręcono w Dublinie i w ówczesnej Jugosławii.